# BOb Van Reeth

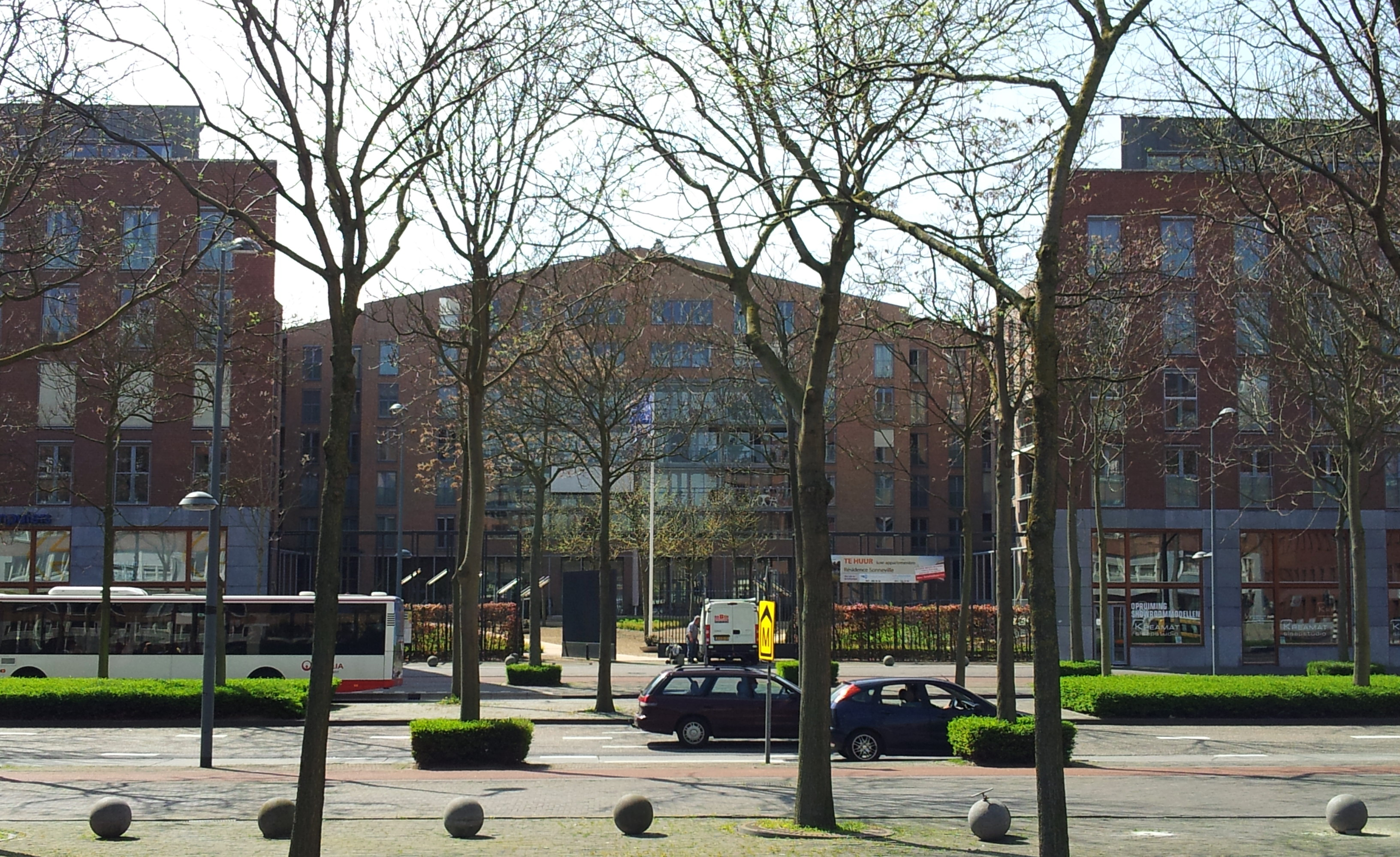
Résidence Sonneville, een project uit 1994-97 in Maastricht-Céramique

Robert Georges Jozef Luis Leo (bOb) Van Reeth (Temse, 26 februari 1943) is een Vlaamse architect.

## Biografie
In zijn werk gaat Van Reeth niet uit van een bepaalde architecturale vorm, maar wel van leef- en werkpatronen van (toekomstige) bewoners. Hij begon als architect in 1965 en ontwierp aanvankelijk vooral woningen, onder meer in Mechelen en Kalmthout. In 1972, het jaar waarin hij docent werd aan het Nationaal Hoger Instituut voor Bouwkunst in Antwerpen, richtte hij met Jean-Paul Laenen en Marcel Smets de werkgroep Krokus op. Deze werkgroep hield zich bezig met de restauratie van de oude stadskern van Mechelen. In de jaren 1980 ontwierp hij onder andere het nieuwe gebouw van het Onze-Lieve-Vrouwecollege aan de Rubenslei te Antwerpen. In 2007 tekende hij een nieuwe vleugel voor de Sint-Sixtusabdij in Westvleteren en het zwart-witte Huis Van Roosmalen met zicht op de Schelde in Antwerpen. Vlakbij ontwierp hij tevens het nieuwe Zuiderterras, een café-restaurant op de kaaien. Het bureau AWG (Architectenwerkgroep) o.l.v. Bob Van Reeth won de architectuurwedstrijd tot het bouwen van een memoriaal en documentatiecentrum voor de Holocaust en de mensenrechten te Mechelen, pal tegenover de bestaande Dossinkazerne.
Van Reeth staat bekend om zijn eigenzinnige kijk op het programma van eisen. Volgens hem bestaan er maar enkele succesvolle stadsvormen. Experimenteren met nieuwe vormen hoeft dan ook niet. Hij grijpt terug naar al ontwikkelde, werkende principes. Tijdens het ontwerpproces trekt hij zich zo min mogelijk aan van het programma van eisen. Hij ontwikkelt gebouwen die kunnen meegroeien en waarin zich na verloop van tijd andere functies kunnen vestigen. Hij benoemt dit als de "intelligente ruïne".
Van Reeth werd in januari 1998 als eerste Vlaamse Bouwmeester aangesteld door de toenmalige Vlaams minister van Financiën, Begroting en Gezondheidsbeleid Wivina Demeester. Op 1 juni 2005 werd hij opgevolgd door Marcel Smets. Op 25 november 2005 werd hij aangeduid als lid van de kwaliteitskamer Oosterweelverbinding. Datzelfde jaar eindigde hij op nr. 405 in de Vlaamse versie van De Grootste Belg, buiten de officiële nominatielijst. Van Reeth werd in 2012 geridderd tot grootofficier in de Leopoldsorde met ranginneming op 15 november 2011.
In december 2014 werd Bob Van Reeth aangesteld als tijdelijk voorzitter van de welstandscommissie van de stad Antwerpen.
- Digitale Bibliotheek voor de Nederlandse Letteren: reet004
- Gemeinsame Normdatei: 123265894
- International Standard Name Identifier: 0000 0003 7465 9396
- Library of Congress Control Number: n89659838
- Nederlandse Thesaurus van Auteursnamen: 072732180
- RKD-Nederlands Instituut voor Kunstgeschiedenis: 255260
- Système universitaire de documentation: 17691109X
- Union List of Artist Names: 500007502
- Virtual International Authority File: 95726637
- WorldCat: E39PBJyCJfbXRRkYGD3CkD4H4q